# Tranvia Torino-Rivoli
La tranvia Torino-Rivoli era una linea tranviaria interurbana, attiva tra il 1914 e il 1955, che collegava la città di Torino al centro abitato di Rivoli, percorrendo il lungo rettilineo di corso Francia.
Il collegamento su rotaia tra Torino e Rivoli vide la luce nel 1871 come ferrovia economica a vapore dall'insolito scartamento di 900 mm, integrata sugli stessi binari dal 1879 da una tranvia a vapore limitata inizialmente alla Tesoriera ed estesa fino a Rivoli nel 1882.
Ferrovia e tranvia a vapore coesistettero fino al 1914, quando furono sostituite sullo stesso percorso, senza interrompere l'esercizio, da una tranvia elettrica a scartamento ordinario tranviario di 1445 mm.
La tranvia elettrica Torino-Rivoli fu soppressa nel novembre 1955 e sostituita da una filovia sullo stesso percorso.
La parte urbana della tranvia risulta attualmente servita dalla linea 1 della metropolitana, che ne ricalca il percorso.

## Storia

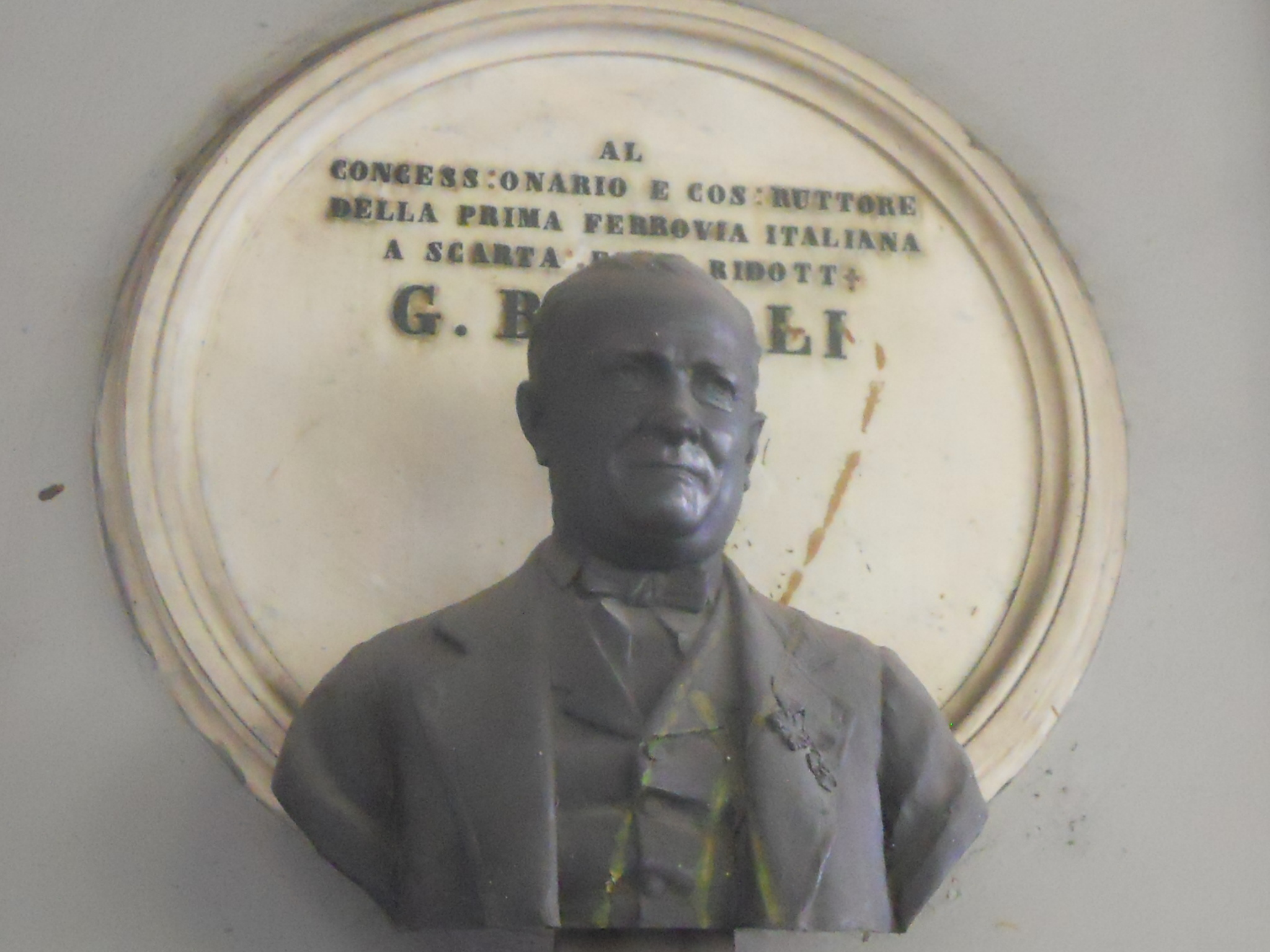
Busto di G.B. Colli in Corso Francia a Torino

### La ferrovia economica Torino-Rivoli
Nel 1868 il cavalier Carlo Dionigi Reinfeld ottenne la concessione per l'impianto di una ferrovia a cavalli fra Torino e Rivoli, ma non ne intraprese la costruzione, cedendo nel 1869 i relativi diritti al cavalier Giovanni Colli, che ottenne dal governo, il 3 novembre 1870, una nuova concessione per la costruzione e l'esercizio di una ferrovia a scartamento ridotto con trazione a vapore.
La ferrovia Torino-Rivoli fu aperta al servizio il 17 settembre 1871, in coincidenza con l'inaugurazione del traforo del Frejus e inaugurata ufficialmente alla presenza delle autorità locali il successivo 1º ottobre.
La prima stazione torinese sorgeva in piazza Statuto e fu abbattuta nel 1896 per ampliare la piazza e facilitare l'accesso al corso Francia.

Essa fu sostituita da un nuovo impianto, costruito su progetto dell'ingegner Luigi Beria, situato all'angolo fra la piazza Statuto e il corso Francia, entrato in funzione il 21 dicembre 1895.
La ferrovia correva in sede propria, ben delimitata e protetta, per tutta la sua estensione, percorrendo il tratto urbano tra piazza Statuto e via Palmieri alla profondità di circa 6 m, prima in galleria e poi in trincea, opere entrambe realizzate assieme alla nuova stazione.

### La tranvia a vapore Torino-Tesoriera-Rivoli
Dopo la morte del cavalier Colli, deceduto il 18 ottobre 1877, con le delibere del Comune di Torino del 18 settembre 1878, della Deputazione provinciale di Torino del 30 settembre 1878 e con decreto ministeriale del 26 ottobre 1878, gli Eredi Colli furono autorizzati a impiantare ed esercitare una tranvia a vapore da piazza dello Statuto alla Tesoriera, usando i binari della ferrovia Torino-Rivoli, che sarebbero stati raddoppiati a intervalli regolari per effettuare incroci senza creare intralci alla ferrovia.
La tranvia, aperta all'esercizio il 1º settembre 1879, aveva il capolinea all'estremità est della piazza dello Statuto e percorreva il lato sud della stessa su un proprio binario, che si congiungeva a quello della ferrovia subito dopo la stazione ferroviaria, situata all'estremità opposta della piazza.
Gli Eredi Colli ottennero successivamente, con decreto ministeriale del 15 novembre 1881, anche l'autorizzazione a prolungare la tranvia a vapore dalla Tesoriera a Rivoli, utilizzando i binari della ferrovia.

### La tranvia elettrica Torino-Rivoli
L'esercizio tranviario a vapore sull'intero percorso Torino-Rivoli iniziò il 23 gennaio 1882, ma la ferrovia economica Torino-Rivoli continuò a esistere come concessione separata, mentre la tranvia Torino-Tesoriera-Rivoli rimaneva solo una tranvia urbana prolungata, autorizzata a percorrere i binari della ferrovia Torino-Rivoli.
Nel 1886 la proprietà di ferrovia e tranvia passò dagli Eredi Colli alla Banca Tiberina, nel 1889 alla Società Anonima Finanziaria Industriale Torinese e infine al Consorzio per la Tramvia Elettrica Torino-Rivoli, costituito il 30 dicembre 1909 dai comuni di Torino e Rivoli e dalla provincia di Torino.
Sotto la gestione del consorzio si procedette alla trasformazione della ferrovia e della tranvia a vapore in tranvia elettrica a 1200 V cc e scartamento ordinario tranviario (1445 mm), ottenendo solo allora una concessione specifica per una tranvia sullo stesso tracciato della preesistente ferrovia economica Torino-Rivoli.
Con l'attivazione della tranvia elettrica a scartamento ordinario i binari vennero posti al livello stradale anche nel tratto iniziale e furono colmate la galleria e la trincea all'inizio di corso Francia.
La linea ricostruita fu inaugurata il 31 ottobre 1914 e aperta al pubblico il successivo 19 novembre.
La tranvia Torino-Rivoli, consentendo un agevole collegamento con la città di Torino, favorì lungo il suo percorso lo sviluppo di una serie di centri abitati nei quali gli operai delle industrie cittadine avevano la possibilità di vivere in condizioni meno onerose rispetto al capoluogo. La possibilità di usufruire del servizio merci attraverso un collegamento fra gli impianti di Regina Margherita, dov'era situata la rimessa-officina, e la stazione FS di Collegno favorì inoltre l'insediamento nei pressi della linea di numerose industrie di piccole e medie dimensioni, alcune delle quali, tra cui la Venchi Unica, con gli stabilimenti raccordati alla tranvia.

Nel 1914 il comune di Avigliana presentò un progetto di prolungamento della linea per Rosta, Buttigliera Alta, Avigliana e Giaveno, che non fu realizzato a causa della prima guerra mondiale e delle difficoltà economiche che ne susseguirono; analogo esito ebbe un altro studio, realizzato nel 1944 dal commissario prefettizio del consorzio, per il prolungamento della linea verso i laghi di Avigliana.

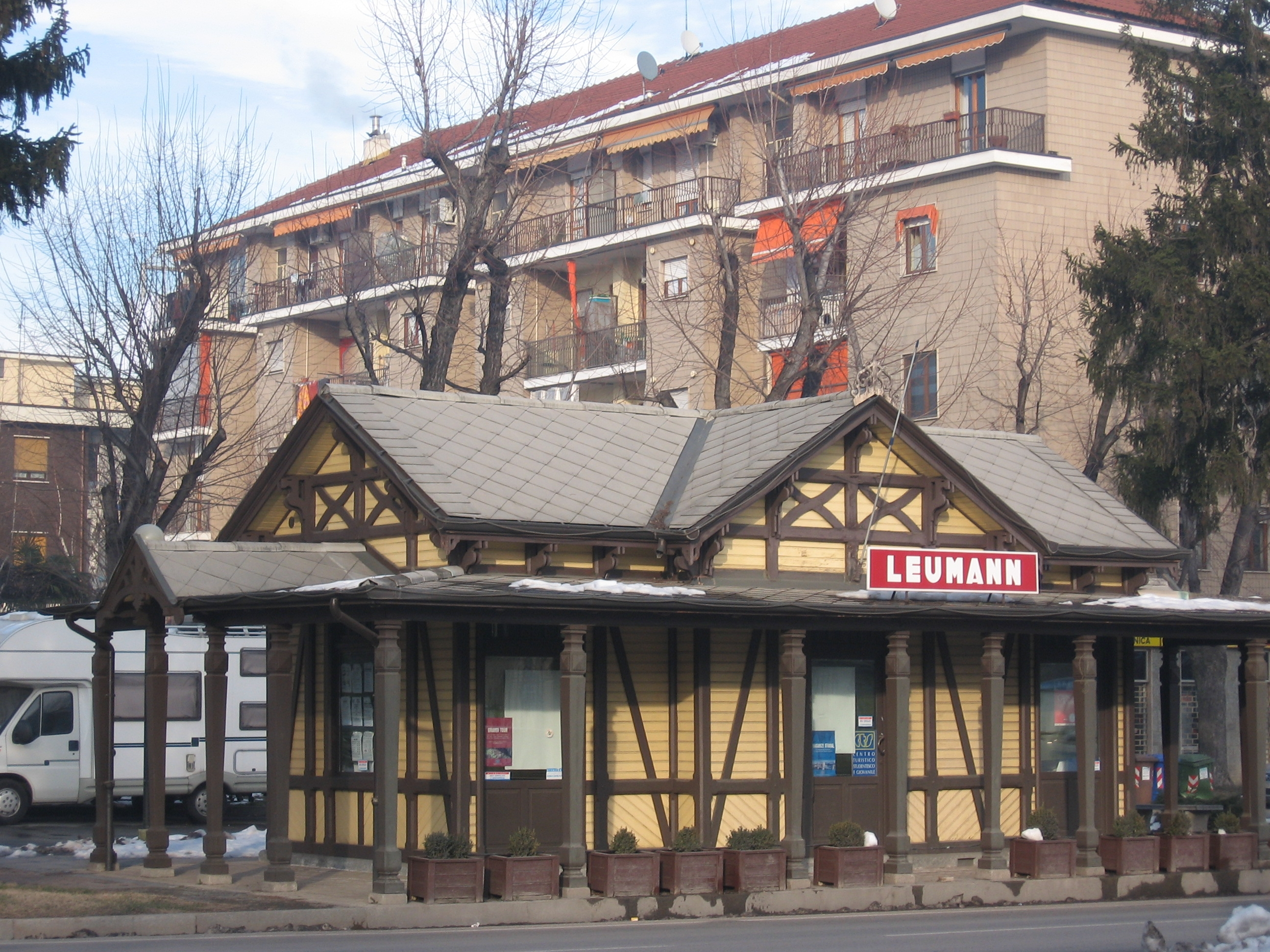
La "stazionetta" Leumann della tranvia Torino-Rivoli, restaurata e riportata all'aspetto originale nel novembre 1998

La fine della tranvia Torino-Rivoli fu sostanzialmente legata allo sviluppo urbanistico ed economico a cui era destinata negli anni cinquanta del XX secolo la zona tra le due città, determinato essenzialmente dalla benefica influenza della Statale del Moncenisio, che aveva il suo tratto terminale in corso Francia; nonostante la linea fosse in attivo, corso Francia non era in grado di sostenere il traffico dovuto all'incremento della circolazione automobilistica, si rese necessario ampliarlo utilizzando lo spazio occupato dalla tranvia, il cui servizio viaggiatori cessò il 13 novembre 1955, sostituito da una filovia. Il servizio merci della tranvia continuò a funzionare fino 20 novembre 1955.
Della tranvia Torino-Rivoli sono sopravvissuti allo smantellamento il deposito-officina di Regina Margherita con l'attiguo grande edificio al numero 146 di corso Francia a Collegno, un tempo dotato della pensilina per l'omonima stazione, e la "stazionetta" Leumann, a fianco dell'omonimo quartiere, riportata all'aspetto originale e inaugurata il 22 novembre 1998 con funzione di punto d'informazione di pubblica utilità.

## Caratteristiche
|  | Unknown route-map component "uexKBHFa" |

|  | Unknown route-map component "uexBHF" |

|  | Unknown route-map component "uexBHF" |

|  | Unknown route-map component "uexBHF" |

| Unknown route-map component "STR+l" | Transverse track | Unknown route-map component "uxmKRZo" | Unknown route-map component "CONTfq" |  |

| Straight track |  | Unknown route-map component "uexBHF" |  |  |

| Unknown route-map component "emABZg+l" | Unknown route-map component "uexDSTq" | Unknown route-map component "uexABZg+r" |  |  |

| Station on track |  | Unused straight waterway |  |  |

| Continuation forward |  | Unused straight waterway |  |  |

|  | Unknown route-map component "uexBHF" |

|  | Unknown route-map component "uexBHF" |

|  | Unknown route-map component "uexKBHFe" |

La tranvia aveva una lunghezza di 11,631 km ed era quasi completamente rettilinea; vi erano otto fra stazioni e fermate a cui se ne aggiunsero altre 2 in seguito: Piazza Rivoli e Collegno. Il raggio di curvatura minimo era di 80 metri, la pendenza massima del 19 per mille; la velocità massima raggiungibile era di 45 km/h.
L'esercizio era regolato sull'orario dai capistazione delle stazioni con incrocio che si coordinavano mediante telefono.
Secondo l'orario del luglio 1939 I tempi di percorrenza erano in media tra i 26 e i 30 minuti e un convoglio (il nº 51 tra Torino e Rivoli) impiegava 19 minuti, partendo da Piazza Statuto alle 18.13, effettuando una sola fermata (Pozzo Strada) e arrivando a Rivoli alle 18.32.
Date le caratteristiche suburbane della zona servita, il traffico passeggeri fu sempre molto intenso: dai 232.000 viaggiatori del 1872 si salì a 432.000 nel 1890, 651.000 nel 1905 e 7.356.403 nel 1954 con un picco di 9.000.000 nel 1944. Anche il traffico merci era rilevante (17.268 tonnellate trasportate nel 1954), a causa della presenza di numerosi insediamenti industriali raccordati direttamente alla tranvia, fra cui l'Azienda Elettrica Municipale (AEM) di corso Lecce 122, La Venchi Unica di corso Francia 325, la FIAT Velivoli di corso Francia 366, tre aziende a Cascine Vica o che ricevevano i carri merci sui binari di scalo delle stazioni vicine, come per esempio la Fabbrica Italiana Tubi metallici (FITM) sul binario tronco di Pozzo Strada e il cotonificio Leumann & C. sul binario tronco di Leumann.
Esisteva anche un raccordo con la rete FS, tra gli impianti di Regina Margherita e la stazione di Collegno.

## Materiale rotabile
All'apertura della linea furono impiegate due locotender costruite dalla belga St. Leonard, battezzate Cecilia e Laura, e carrozze Diatto. Ad esse si aggiunsero altre due locotender di costruzione St. Leonard, anch'esse a due assi, che costituirono la serie 1÷4; nel 1880 la locomotiva nº 3 fu ricostruita, assumendo il numero 1. Nel 1881 furono acquisite due locomotive tranviarie a due assi: una costruita dalla Hagans (nº 2) e una dalla Krauss (nº 3). Altre due locomotive furono costruite dalla Henschel & Sohn tra il 1904 e il 1908 (nº 4÷5).
La tramvia utilizzò due macchine cabinate più piccole, una St. Leonard e una Hagans.
Con l'elettrificazione vennero acquistate cinque elettromotrici a carrelli di costruzione Diatto, dotate di quattro motori da 78 CV l'uno, accoppiabili in comando multiplo e in grado di trasportare 63 passeggeri in compartimenti di I e II classe, e un locomotore a due assi di costruzione SNOS, dotato di due motori da 78 CV l'uno; il parco rotabili si completava con sei rimorchiate di I e II classe da 58 posti, sei rimorchiate di II classe da 62 posti, due carri merci coperti e tre carri merci scoperti.
Nel 1924 entrarono in servizio 10 vagoni passeggeri acquistati usati dall'ATM di Milano.
Nel 1928 venne acquistato un locomotore elettrico a carrelli di costruzione SNOS e intorno al 1935-37 il parco venne ampliato con due elettromotrici di costruzione FIAT Materfer, dette "Littorine" e due altre "littorine" di costruzione SNOS con parti di due elettromotrici Diatto del 1914; alla chiusura della linea questi ultimi due mezzi vennero ceduti alla SEPSA e il locomotore alla SATTI.
Nel 1952 il parco rotabili risultava composto da un locomotore a benzina, sette elettromotrici, due locomotive elettriche, 24 rimorchiate a due assi e 21 carri merci.